# Киселёв, Александр Александрович
Алекса́ндр Алекса́ндрович Киселёв (1838—1911) — русский живописец-пейзажист, активный участник Товарищества передвижников, академик и действительный член Императорской Академии художеств.

## Биография
Родился 6 (18) июня 1838 года в Свеаборге (ныне — административный район Хельсинки), воспитывался в Аракчеевском кадетском корпусе, а с 1852 года — во 2-м Санкт-Петербургском кадетском корпусе. Не закончив полного курса кадетского корпуса, в 1858 году поступил на историко-филологический факультет Санкт-Петербургского университета, который окончил кандидатом в 1861 году. Осенью 1861 года, по ходатайству петербургского губернатора светлейшего князя А. А. Суворова, Киселёв поступил вольноприходящим учеником в Императорскую Академию художеств; в 1862 году был зачислен в число учеников; с 1863 году учился у С. М. Воробьёва. Получил от академии большую серебряную медаль за картину «Вид в Новгородской губернии».
В 1864 году он стал членом Артели художников, возглавляемой В. М. Максимовым, которая была организована по примеру артели И. Н. Крамского для совместной работы и жизни художников. Просуществовала «коммуна» недолго. В 1865 году Киселёв впервые принял участие на Академической выставке, где представил пейзаж «Вид из окрестностей Москвы», получивший одобрение публики; в этом же году он окончил Академию художеств со званием классного художника 3-й степени.
Вскоре он уехал в Харьков, где поступил на службу в должности секретаря Земельного банка. К этому времени Киселёв был женат и имел троих детей. Служба в банке обеспечивала семье стабильный доход и позволяла Киселёву в свободное время заниматься живописью. В эти годы им были написаны пейзажи: «Близ Харькова» (1866), «Дворик в Малороссии», «Святогорский монастырь на Донце» (1870), «Парк осенью» (1874) и другие.
В 1875 году он послал в Товарищество «передвижников» свою картину «Вид в окрестностях Харькова», которая была принята к экспонированию и вскоре, 7 марта 1876 года, А. А. Киселёв был единогласно избран членом Товарищества, и с этого года стал постоянным участником ежегодных выставок передвижников. В 1877 году он переехал с семьёй в Москву, но часто предпринимал поездки в разные места России с целью создания этюдов для своих картин, прекрасно передающих природу в разные времена года и часы дня, при различном состоянии атмосферы. Позже писал виды Кавказа, имевшие большой и заслуженный успех. К моменту переезда в Москву у Киселёва было уже семеро детей и он стал заниматься педагогической деятельностью: преподавал рисование в женских гимназиях, давал частные уроки живописи. В период 1879–1894 годов у него брали частные уроки И. С. Остроухов, М. А. Мамонтов, М. В. Якунчикова-Вебер, Н. В. Якунчикова-Поленова, В. В. Переплётчиков, Н. В. Досекин, А. П. Боткина, Г. Ф. Ярцев и многие другие. В 1880-е годах он обучал рисунку и живописи братьев Ивана и Михаила Морозовых.
С 1878 года и до конца жизни он вёл подробнейший дневник, в котором содержатся точные сведения о выставках в Москве и Петербурге, Шмаровинских средах и рисовальных вечерах у С. И. Мамонтова и В. Д. Поленова, о спектаклях Большого и Малого театров, концертах симфонической музыки. Летом 1891 года семья Киселёвых жила в имении помещика Былим-Колосовского — Богимово. Здесь же в это лето жил Антон Чехов, с которым Киселёв подружился.
И. Е. Репин писал о творчестве А. А. Киселёва: 

Его пейзажи я назвал бы самыми цельными, простыми, при всей строгости реальной правды и знания профессорски своего предмета
В 1890 году Киселёв стал заведующим отделом изобразительного искусства журнала «Артист»; в этом же году был удостоен звания академика. В 1893 году он был избран действительным членом Императорской академии художеств и в этом же году возглавил художественный отдел журнала «Артист», сменив на этом посту Л. Пастернака.
В 1895 году А. А. Киселёв был приглашён инспектором классов Высшего художественного училища при Академии художеств и переехал со своим многочисленным семейством в Петербург; с 1897 года и до конца жизни, сменив профессора Архипа Куинджи, возглавлял пейзажную мастерскую училища.
В 1906 году он стал одним из учредителей Северного кружка любителей изящных искусств в Вологде. Благодаря авторитету А. А. Киселёва членам кружка удалось установить связи в Санкт-Петербурге и привлечь к участию в своих выставках живописцев Академии художеств. Также он был организатором Общества сибирских передвижных художественных выставок в Санкт-Петербурге.
Киселёв работал в коллективе художников, оформлявших интерьер храма-памятника Александра Невского в Софии.
В 1902 году художник построил себе дом в Туапсе, так как, побывав в этом районе побережья ранее, был поражён красотой местных пейзажей. Сейчас в Туапсе находится дом-музей Киселёва. Скала между мысом Кадош и посёлком Агой названа скалой Киселёва, поскольку она была изображена им на картине «Кадошские скалы».
Умер внезапно, 20 января (2 февраля) 1911 года, от сердечного приступа за письменным столом.
Основные произведения А. А. Киселёва: «Вид окрестностей Москвы» (1865), «Перед грозой» (1865), «Дворик в Малороссии» (1871), «Парк осенью» (1874), «Собирание хвороста» (1880), «С горы» (1886), «Забытая мельница» (1891), «Заросший пруд» (1895), «Горная речка. Кавказ» (1897), «После дождя» (1898), «Хутор» (1899), «Перед дождем» (1901), «Пейзаж с берёзами» (1906), «Бегущие облака» (1911). Он также писал иконы. Некоторые его работы были представлены на Всемирной выставке 1900 г. в Париже.
Произведения А. А. Киселёва находятся Русском музее, Третьяковской галерее, ГМИИ им. А. С. Пушкина и др.

Произведения А. А. Киселёва
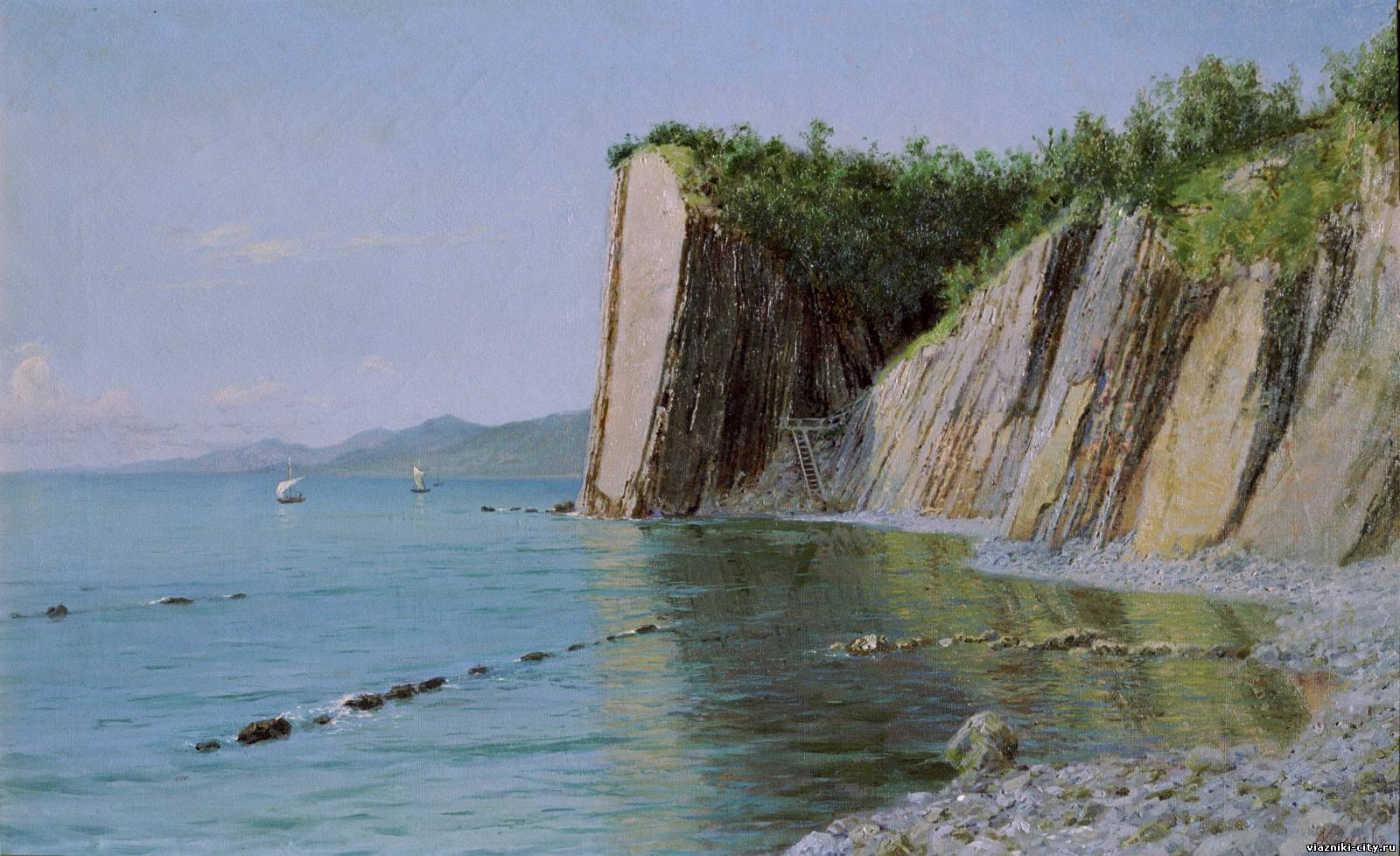
Кадошские скалы
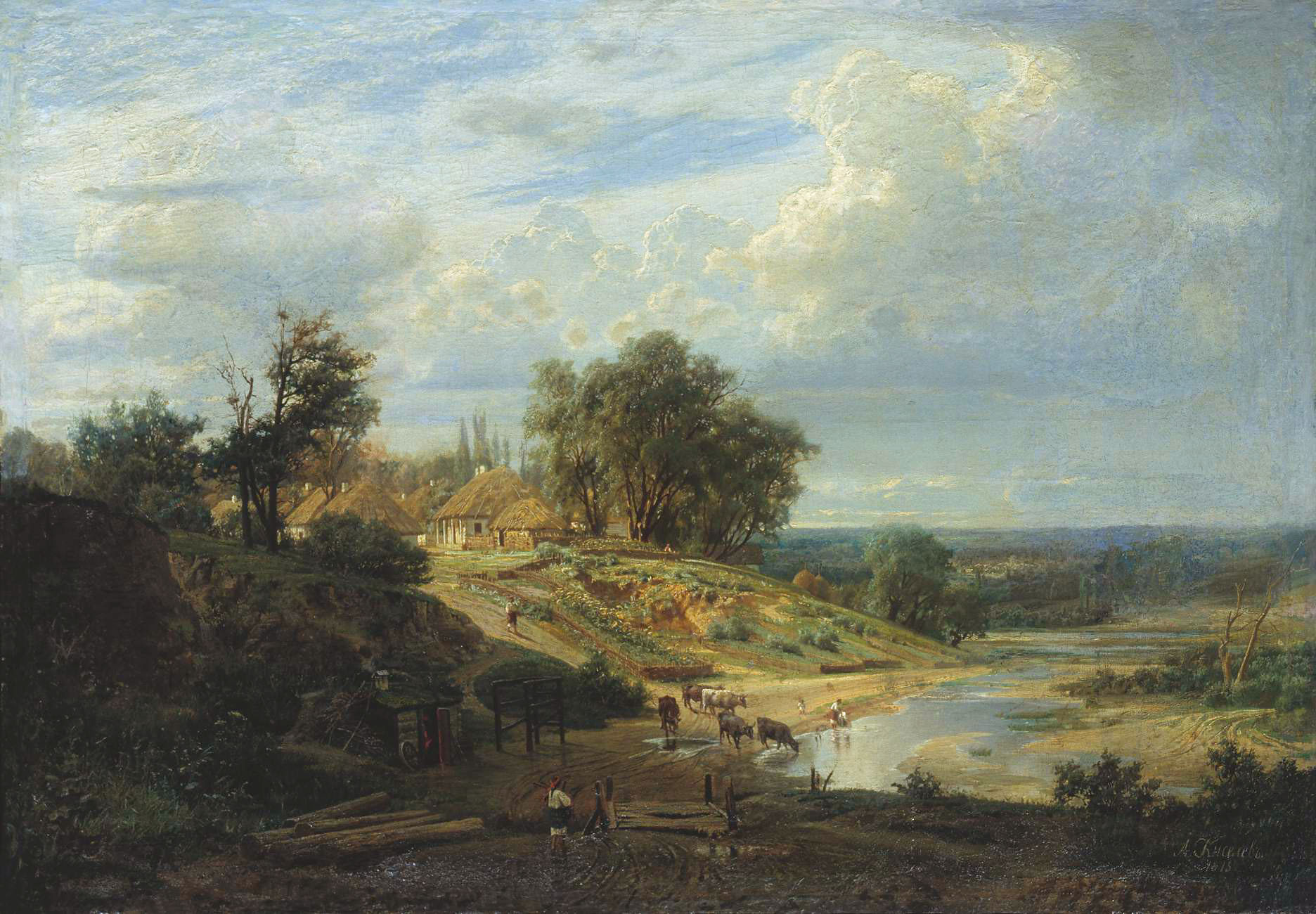
Вид окрестностей Харькова (1875)
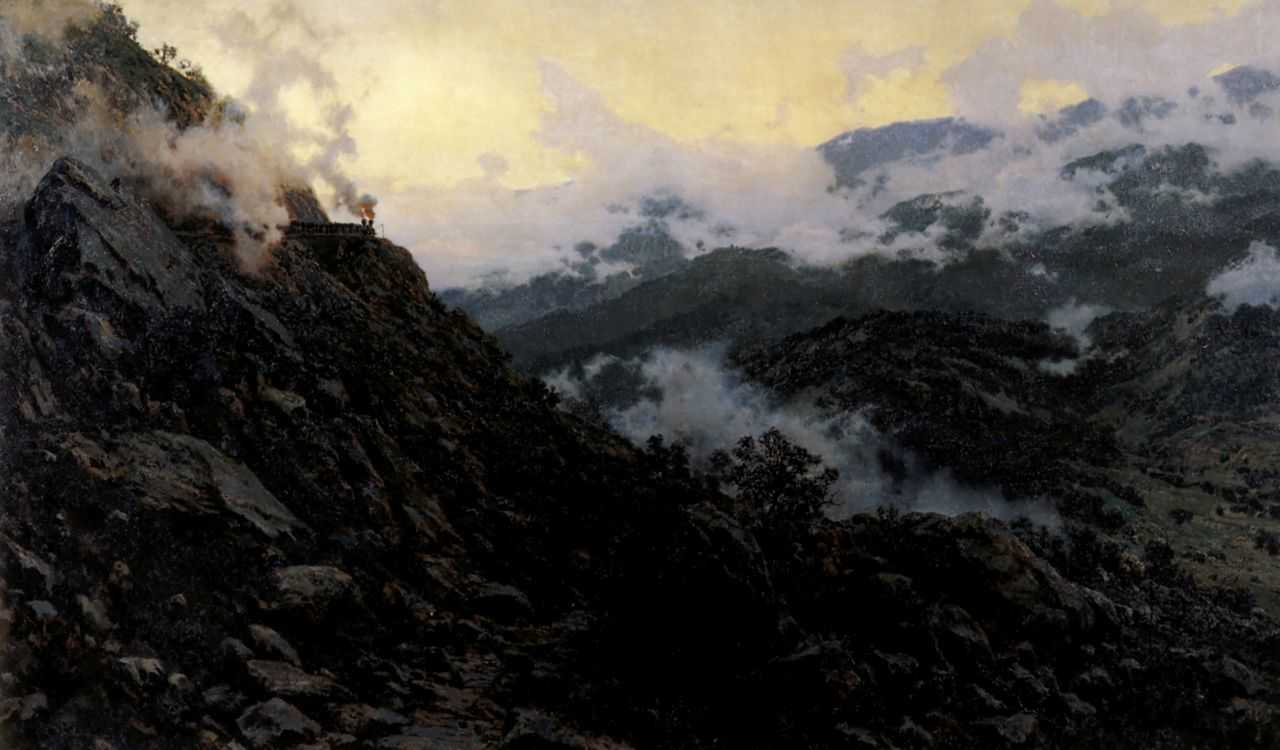
Старый Сурамский перевал
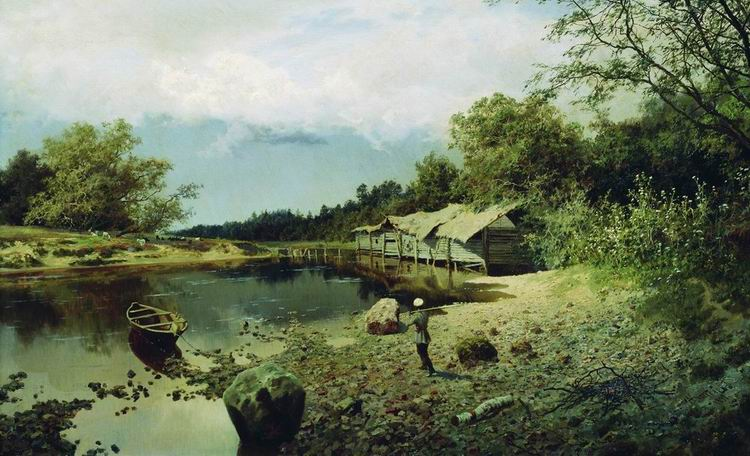
Забытая мельница (1891)
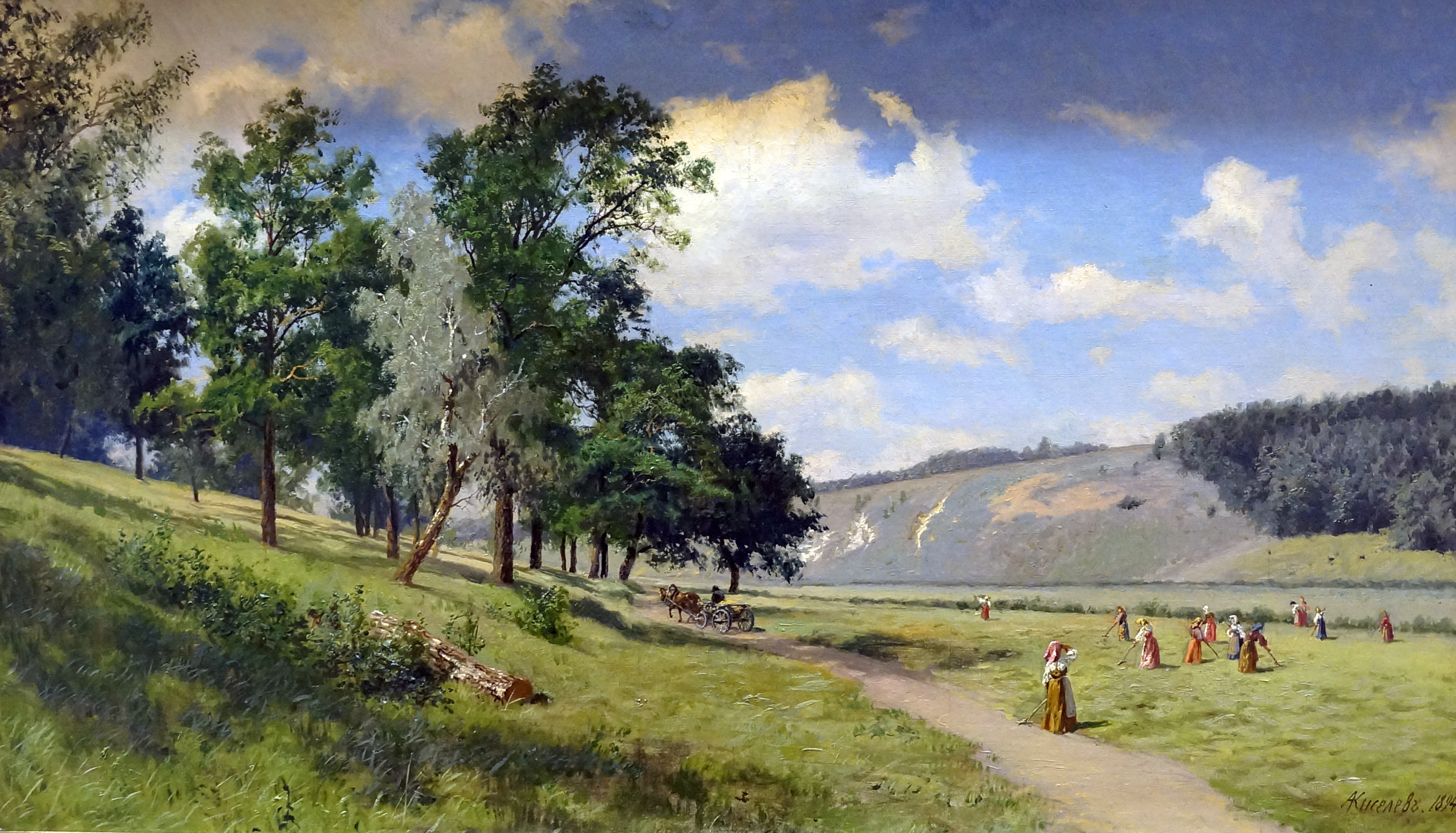
Сенокос (1894)
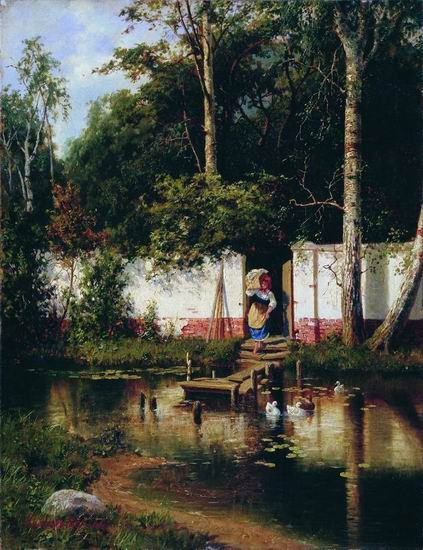
Прудик (1892)

В журналах «Харьковские губернские ведомости», «Артист», «Дневник артиста», газете «Московские ведомости» печатались его многочисленные статьи по искусству.